# Toggenburger Bock
Toggenburger Bock ist ein Film des DDR-Fernsehens aus dem Jahr 1975. In den Hauptrollen sind Herbert Köfer und Helga Raumer zu sehen.

## Handlung
Richard Dämpfing arbeitet in einem Dorf in Brandenburg als Verkaufsstellenleiter und ist leidenschaftlicher Jäger. Sein Ehrgeiz, noch kurz vor der Schonzeit im Wald einen Bock zu schießen, misslingt. Sein Sohn Heinz hat ihm dabei einen gehörigen Streich gespielt, indem er einer preisgekrönten Ziege ein Gehörn aufband, was Richard als Jäger auf eine falsche Fährte lockt: Er „erlegt“ die Ziege. Richard versucht noch, den Vorfall zu vertuschen und es wie einen Unfall aussehen zu lassen. Doch schon bald fällt das Verschwinden der preisgekrönten Ziege im Dorf auf und die wahre Geschichte kommt ans Licht. Die Missgunst und Schadenfreude einiger Dorfbewohner ist groß, da im Dorf generell schon so manche Intrige ausgetragen wurde. Doch die Sache hat noch ganz andere Folgen und schließlich landet die Sache dann vor der Kreisjagdkommission.

## Hintergründe
Der Film wurde im Sommer 1974 in einem Dorf in Brandenburg gedreht und am 7. Februar 1975 zur Hauptsendezeit im 1. Programm des DDR-Fernsehens erstmals ausgestrahlt. Nach der Wende wurde der Film noch mehrmals im Fernsehen wiederholt.